# Ситников Василь Іванович
Василь Іванович Ситников (13 грудня 1927, село Макаровка, тепер Ключевського району Алтайського краю, Російська Федерація — 4 липня 2016, місто Москва, Російська Федерація) — радянський державний діяч, 1-й секретар Іркутського обласного комітету КПРС, надзвичайний і повноважний посол СРСР у Монгольській Народній Республіці. Член ЦК КПРС у 1986—1990 роках. Депутат Верховної Ради СРСР 11-го скликання.

## Життєпис
З 1943 року — старший піонервожатий дитячого будинку.
У 1948 році закінчив Прокоп'євський гірничий технікум Кемеровської області.
З 1948 року працював викладачем Прокоп'євського гірничого технікуму.
Член ВКП(б) з 1948 року.
У 1953 році закінчив Вищі інженерні курси при Томському політехнічному інституті.
У 1954—1959 роках — секретар, 1-й секретар Рудничного районного комітету КПРС міста Прокоп'євська.
У 1959—1963 роках — 2-й секретар, 1-й секретар Прокоп'євського міського комітету КПРС Кемеровської області.
У 1963—1968 роках — завідувач відділу Кемеровського обласного комітету КПРС.
У 1968—1974 роках — голова Кемеровської обласної ради професійних спілок.
У 1974—1977 роках — секретар Кемеровського обласного комітету КПРС.
У 1977 — квітні 1983 року — 2-й секретар Кемеровського обласного комітету КПРС.
28 березня 1983 — 2 квітня 1988 року — 1-й секретар Іркутського обласного комітету КПРС.
25 березня 1988 — 24 січня 1992 року — надзвичайний і повноважний посол СРСР (Російської Федерації) у Монгольській Народній Республіці.
З 1992 року — персональний пенсіонер у Москві.
Помер 4 липня 2016 року в Москві.

## Нагороди і звання
- орден Леніна
- два ордени Трудового Червоного Прапора
- орден «Знак Пошани»
- медаль «За доблесну працю. В ознаменування 100-річчя з дня народження Володимира Ілліча Леніна» (1970)
- медалі
- надзвичайний і повноважний посол СРСР